# Torneybach
Le Torneybach est un cours d'eau qui coule sur 11 km dans l'Est du Land de Mecklembourg-Poméranie-Occidentale, en Allemagne. Il traverse les communes de Tützpatz, Pripsleben et Altentreptow et se jette dans la Tollense.

## Parcours
Le cours d'eau prend sa source au nord de Schossow, dans la commune de Tützpatz et l'arrondissement du Plateau des lacs mecklembourgeois. Il coule ensuite en direction de l'est puis du sud-est. Ce n'est qu'à Barkow que le cours prend le nom de Torneybach. Il se dirige ensuite vers le nord-est puis coule au sud de Pripsleben en direction de l'est jusqu'à Neuwalde, avant de traverser la commune d'Altentreptow en direction du sud-est. Après avoir traversé le lieu-dit St. Georg (Altentreptow), il se jette dans un bas-fond de la Tollense.
Jusqu'au XXe siècle, le Torneybach est bordé de moulins à eau à Neuwalde et près de Loickenzin et d'Altentreptow.